# Drew Kunin
Andrew Paul Kunin ist ein Tontechniker, der seit Beginn seiner Karriere an mehr als 70 Film- und Fernsehproduktionen beteiligt war.

## Wirken
Bei der Oscarverleihung 2013 und 2016 wurde er für seine Arbeit bei Life of Pi: Schiffbruch mit Tiger und Bridge of Spies – Der Unterhändler für den Oscar in der Kategorie Bester Ton nominiert war. Er wurde für diese Filme sowie für seine Arbeit bei Tiger and Dragon auch für drei British Academy Film Awards in der Kategorie Bester Ton nominiert. Er ist zudem Träger eines Emmys für seine Arbeit bei Stalin (1992) und wurde 2011 für einen weiteren Emmy für Mildred Pierce nominiert. Neben seiner Arbeit als Tontechniker war er 1988 und 1985 auch als Schauspieler tätig.

## Filmografie
- 1984: CBS Schoolbreak Special (Fernsehserie)
- 1984: Wildrose
- 1984: Stranger than Paradise
- 1985: Jungs außer Kontrolle (That Was Then… This Is Now)
- 1985: Harte Pfeile – Mitten ins Herz (Hard Choices)
- 1986: Grenzenloses Leid einer Mutter (Where Are the Children?)
- 1986: Hell Zone – Im Vorhof der Hölle (Women of Valor, Fernsehfilm)
- 1986: H.A.R.T. – Spezialeinheit 500 (Opposing Force)
- 1986: Runner
- 1986: Down by Law
- 1986: Sleepwalk
- 1987: Harte Männer tanzen nicht (Tough Guys Don't Dance)
- 1987: Blondinen sterben früher (Slam Dance)
- 1987: Hetzjagd in St. Lucas (Down Twisted)
- 1988: Manifesto
- 1988: Schwarzer Sommer (Haunted Summer)
- 1989: Eine Tasse Tee für die Liebe (Eat a Bowl of Tea)
- 1989: Mystery Train
- 1990: Stranger – Rückkehr aus der Vergangenheit (The Stranger Within, Fernsehfilm)
- 1990: Der Trost von Fremden (The Comfort of Strangers)
- 1990: King of New York – König zwischen Tag und Nacht (King of New York)
- 1991: Night on Earth
- 1991: Die Ballade vom traurigen Cafe (The Ballad of the Sad Cafe)
- 1992: Stalin (Fernsehfilm)
- 1992: Wind
- 1993: Wenn Schweine fliegen (When Pigs Fly)
- 1993: Der geheime Garten (The Secret Garden)
- 1995: Two Bits
- 1995: Dead Man
- 1995: Blue in the Face – Alles blauer Dunst (Blue in the Face)
- 1995: Smoke – Raucher unter sich (Smoke)
- 1996: Kama Sutra – Die Kunst der Liebe (Kama Sutra: A Tale of Love)
- 1997: Chinese Box
- 1997: Der Eissturm (The Ice Storm)
- 1998: Hi-Lo Country (The Hi-Lo Country)
- 1998: Cousine Bette (Cousin Bette)
- 1999: Ride with the Devil
- 1999: Ghost Dog – Der Weg des Samurai (Ghost Dog: The Way of the Samurai)
- 2000: Tiger and Dragon (臥虎藏龍, Wòhǔ Cánglóng)
- 2001: Human Nature – Die Krone der Schöpfung (Human Nature)
- 2001: Storytelling
- 2002: Adaption – Der Orchideen-Dieb (Adaption)
- 2002: Dem Himmel so fern (Far from Heaven)
- 2002: Ten Minutes Older: The Trumpet
- 2003: Coffee and Cigarettes
- 2003: Lost in Translation
- 2003: Hulk
- 2004: Alfie
- 2004: Vanity Fair – Jahrmarkt der Eitelkeit (Vanity Fair)
- 2005: Brokeback Mountain
- 2005: Broken Flowers
- 2006: Das Spiel der Macht (All the King’s Men)
- 2006: A Prairie Home Companion: Last Radio Show
- 2007: Margot und die Hochzeit (Margot at the Wedding)
- 2007: Gefahr und Begierde (色，戒, Sè, jiè)
- 2007: My Blueberry Nights
- 2007: Zodiac – Die Spur des Killers (Zodiac)
- 2008: Synecdoche, New York
- 2009: Amelia
- 2009: Taking Woodstock
- 2009: The Limits of Control – Der geheimnisvolle Killer (The Limits of Control)
- 2009: The International
- 2010: The Tempest – Der Sturm (The Tempest)
- 2010: Eat Pray Love
- 2010: Fair Game – Nichts ist gefährlicher als die Wahrheit (Fair Game)
- 2011: Mildred Pierce (Fernseh-Mehrteiler)
- 2012: Life of Pi: Schiffbruch mit Tiger (Life of Pi)
- 2012: The Reluctant Fundamentalist – Tage des Zorns (The Reluctant Fundamentalist)
- 2012: Savages
- 2013: Her
- 2013: Im August in Osage County (August: Osage County)
- 2013: Only Lovers Left Alive
- 2014: Interstellar
- 2014: The Normal Heart (Fernsehfilm)
- 2015: Bridge of Spies – Der Unterhändler (Bridge of Spies)
- 2016: Vinyl
- 2016: Die irre Heldentour des Billy Lynn (Billy Lynn’s Long Halftime Walk)
- 2016: Paterson
- 2017: Wonderstruck
- 2017: A Beautiful Day (You Were Never Really Here)
- 2017: Mein Bester & Ich (The Upside)
- 2017: Die Verlegerin (The Post)
- 2018: BlacKkKlansman
- 2019: The Dead Don’t Die
- 2019: Knives Out – Mord ist Familiensache (Knives Out)
- 2019: Der Distelfink (The Goldfinch)
- 2019: Vergiftete Wahrheit (Dark Waters)
- 2020: Mank

## Auszeichnungen (Auswahl)
- 2021: Oscar-Nominierung in der Kategorie Bester Ton für Mank (zusammen mit Ren Klyce, Jeremy Molod, Nathan Nance und David Parker)
- 2016: Oscar-Nominierung in der Kategorie Bester Ton für Bridge of Spies – Der Unterhändler (zusammen mit Andy Nelson und Gary Rydstrom)[1]
- 2016: British-Academy-Film-Award-Nominierung in der Kategorie Bester Ton für Bridge of Spies – Der Unterhändler (zusammen mit Richard Hymns, Andy Nelson und Gary Rydstrom)[2]
- 2013: Oscar-Nominierung in der Kategorie Bester Ton für Life of Pi: Schiffbruch mit Tiger (zusammen mit Ron Bartlett und Doug Hemphill)[3]
- 2013: British-Academy-Film-Award-Nominierung in der Kategorie Bester Ton für Life of Pi: Schiffbruch mit Tiger (zusammen mit Philip Stockton, Eugene Gearty und Ron Bartlett)[4]
- 2011: Emmy für Mildred Pierce (Teil 5, zusammen mit Bobby Johanson, Leslie Shatz und A. Josh Reinhardt)[5]
- 2001: British-Academy-Film-Award-Nominierung in der Kategorie Bester Ton für Life of Pi: Schiffbruch mit Tiger (zusammen mit Reilly Steele, Eugene Gearty und Robert Fernandez)[6]
- 1993: Emmy für Stalin (zusammen mit Grover B. Helsley, Robert W. Glass junior, Richard D. Rogers, Michael Jiron, Tim Philben und Scott Millan)[7]